# Vinska
Vinska (en serbe cyrillique : Винска) est un village de Bosnie-Herzégovine. Il est situé dans la municipalité de Brod et dans la république serbe de Bosnie. Selon les premiers résultats du recensement bosnien de 2013, il compte 305 habitants.

## Démographie

### Évolution historique de la population dans la localité
| 1948 | 1953 | 1961 | 1971 | 1981 | 1991 | 2013 |
| ---- | ---- | ---- | ---- | ---- | ---- | ---- |
| 633  | 683  | 598  | 538  | 509  | 561, | 305  |

|  |

### Communauté locale
En 1991, la communauté locale de Vinska comptait 2 969 habitants, répartis de la manière suivante :